# LIBERTY (神田沙也加のアルバム)
『LIBERTY』（リバティ）は、神田沙也加の2枚目のオリジナル・アルバム。2011年4月20日にポニーキャニオンから発売された。
2022年12月14日に発売された追悼盤『LIBERTY 〜memorial〜』についても、本作で記載する。

## 概要
- デビュー10周年を迎えるのを記念してリリースされたアルバム。オリジナル作品のアルバムとしては前作『Doll』から約6年ぶりのリリース。また、前アルバムではSAYAKA名義でリリースしていたのに対し、本作は本人名義でリリースしたオリジナル・アルバムでもあり、ポニーキャニオンレーベル移籍後初の作品となった。10周年に因んで、収録楽曲も10曲で構成されている。
- 書き下ろし新曲「流星」やミュージカル楽曲のカヴァーで構成されているが、自身のデビュー曲「ever since」（レーベル：Sony Records）も収録されている。客演シンガーには坂元健児や、浦井健治が参加している。
- 2021年12月18日に死去した為、これが生前最後のオリジナル・アルバムとなった。翌年12月14日には、リード楽曲「流星」のミュージック・ビデオを特典DVDとして付属させた追悼盤として『LIBERTY 〜memorial〜』がリリースされた[1]。なお追悼盤は収録の曲順を一新させ、「Something more (feat.浦井健治) 〜from “Rudolf”」「光の音 (feat.坂元健児) 〜from “AKURO〜悪路〜”」の2曲を外し、SAYAKA名義で発表したソニーミュージック時代のシングル3曲（「garden」「水色」「上弦の月」）[注釈 1]を新たに追加で収録した、ベスト盤的な内容となっている。

## 収録曲
1. 流星
作詞：神田沙也加／作曲・編曲：長瀬弘樹
  - 読売テレビ・日本テレビ系『情報ライブ ミヤネ屋』エンディングテーマ（2011年4月4日 - 7月1日）
2. LIBERTY
作詞：神田沙也加／作曲・編曲：ソン・ルイ
3. 眠れる森
作詞：神田沙也加／作曲・編曲：ソン・ルイ
4. Remember rain
作詞：神田沙也加／作曲・編曲：Solaya
5. PART OF YOUR WORLD 〜from “THE LITTLE MERMAID”
作詞：ハワード・アッシュマン／作曲・編曲：アラン・メンケン
6. Someday ~from “THE WEDDING SINGER”
作詞・作曲：Matthew Sklar／Chad Beguelin
7. Something more (feat.浦井健治) 〜from “Rudolf”
作詞・作曲：Jack Murphy／Frank Wildhorn(訳詞：竜真知子／邦題：それ以上の…）
※ 追悼アルバム『LIBERTY 〜memorial〜』には未収録。
8. 光の音 (feat.坂元健児) 〜from “AKURO〜悪路〜”
作詞：謝珠栄／作曲・編曲：玉麻尚一
※ 上述同様に追悼アルバム『LIBERTY 〜memorial〜』には未収録。
9. Amazing Grace 〜song for Shizuku Asami〜
作詞：ジョン・ニュートン／作曲：不詳
  - 『アメイジング グレイス 儚き男たちへの詩』主題歌

※ 追悼アルバム『LIBERTY 〜memorial〜』ではサブタイトルが省かれている。
10. ever since
作詞：神田沙也加／作曲：奥田俊作／編曲：松岡モトキ
  - フジテレビ系ドラマ『ビッグマネー!〜浮世の沙汰は株しだい〜』主題歌

※ SAYAKA 名義でリリースしたデビュー・シングル。

### LIBERTY 〜memorial〜
※は、SAYAKA名義でリリースした楽曲および、追加曲。

#### CD
1. 流星
2. 上弦の月 ※
  - 4thシングル
3. PART OF YOUR WORLD ~from “THE LITTLE MERMAID”~
4. LIBERTY
5. Remember rain
6. 水色 ※
  - 3rdシングル
7. 眠れる森
8. Someday ~from “THE WEDDING SINGER”~
9. Amazing Grace
10. garden ※
  - 2ndシングル
11. ever since ※
  - 1stシングル

#### DVD
- 流星 Music Video